# جويل بايروم
جويل بايروم (بالإنجليزية: Joel Byrom)‏ هو لاعب كرة قدم بريطاني في مركز الوسط، ولد في 14 سبتمبر 1986 في Oswaldtwistle ‏ في المملكة المتحدة. شارك مع منتخب إنجلترا لكرة القدم C ‏. أما مع النوادي، فقد لعب مع أولدهام أثلتيك وبريستون نورث إيند وبلاكبيرن روفرز وستيفيناغ بوروه ونادي أكرينغتون ستانلي ونادي ساوثبورت ونورثامبتون تاون.

## وصلات خارجية
- جويل بايروم على موقع قاعدة بيانات كرة القدم.إي يو (الإنجليزية)
- جويل بايروم على موقع Soccerbase.com (لاعب) (الإنجليزية)
- جويل بايروم على موقع Soccerway.com (الإنجليزية)